# Escocia en la Copa Mundial de Rugby de 2011
El XV del Cardo fue una de las 20 naciones participantes de la Copa Mundial de Rugby de 2011 que se realizó por segunda vez en Nueva Zelanda.
Escocia llegó a su séptima participación como penúltima en las cuatro últimas ediciones del Torneo de las Seis Naciones, pese a ello, se esperaba que venciera a los Pumas y alcanzara la fase final.

## Plantel

Alineaciones contra Inglaterra.

El director técnico fue el inglés Robinson (47 años).
Las edades son a la fecha del último partido de Escocia, 1 de octubre de 2011.
|                           | Jugador            | Edad    | Posición      | Tests | Equipo                |
| ------------------------- | ------------------ | ------- | ------------- | ----- | --------------------- |
| Hookers y Pilares         |                    |         |               |       |                       |
|                           | Geoff Cross        | 28 años | Pilar         | 6     | Edinburgh Rugby       |
|                           | Alasdair Dickinson | 28 años | Pilar         | 21    | Sale Sharks           |
| 2                         | Ross Ford          | 27 años | Hooker        | 49    | Edinburgh Rugby       |
|                           | Dougie Hall        | 31 años | Hooker        | 36    | Glasgow Warriors      |
| 1                         | Allan Jacobsen     | 33 años | Pilar         | 56    | Edinburgh Rugby       |
|                           | Scott Lawson       | 30 años | Hooker        | 28    | Gloucester Rugby      |
|                           | Moray Low          | 26 años | Pilar         | 15    | Glasgow Warriors      |
| 3                         | Euan Murray        | 31 años | Pilar         | 39    | Newcastle Falcons     |
| Segundas líneas           |                    |         |               |       |                       |
| 4                         | Richie Gray        | 22 años | Segunda línea | 12    | Glasgow Warriors      |
|                           | Jim Hamilton       | 28 años | Segunda línea | 32    | Gloucester Rugby      |
|                           | Nathan Hines       | 34 años | Segunda línea | 73    | ASM Clermont Auvergne |
| 5                         | Alastair Kellock   | 30 años | Segunda línea | 34    | Glasgow Warriors      |
| Alas y Octavos            |                    |         |               |       |                       |
| 7                         | John Barclay       | 25 años | Ala           | 29    | Glasgow Warriors      |
|                           | Kelly Brown        | 29 años | Octavo        | 46    | Saracens              |
|                           | Ross Rennie        | 25 años | Ala           | 8     | Edinburgh Rugby       |
| 6                         | Alasdair Strokosch | 29 años | Ala           | 20    | Gloucester Rugby      |
| 8                         | Richie Vernon      | 24 años | Octavo        | 12    | Sale Sharks           |
| Medios scrums             |                    |         |               |       |                       |
| 9                         | Mike Blair         | 30 años | Medio scrum   | 72    | Edinburgh Rugby       |
|                           | Chris Cusiter      | 29 años | Medio scrum   | 53    | Glasgow Warriors      |
|                           | Rory Lawson        | 30 años | Medio scrum   | 28    | Gloucester Rugby      |
| Aperturas y Centros       |                    |         |               |       |                       |
| 13                        | Joe Ansbro         | 25 años | Centro        | 7     | London Irish          |
|                           | Ruaridh Jackson    | 23 años | Apertura      | 8     | Glasgow Warriors      |
| 12                        | Sean Lamont        | 30 años | Centro        | 56    | Scarlets              |
|                           | Graeme Morrison    | 28 años | Centro        | 7     | Glasgow Warriors      |
| 10                        | Dan Parks          | 33 años | Apertura      | 62    | Cardiff Rugby         |
| Fullbacks y Wings         |                    |         |               |       |                       |
| 11                        | Simon Danielli     | 32 años | Wing          | 30    | Ulster Rugby          |
|                           | Nick De Luca       | 27 años | Wing          | 26    | Edinburgh Rugby       |
| 14                        | Max Evans          | 28 años | Wing          | 20    | Castres Olympique     |
|                           | Rory Lamont        | 28 años | Fullback      | 25    | Glasgow Warriors      |
| 15                        | Chris Paterson     | 33 años | Fullback      | 105   | Edinburgh Rugby       |
| Entrenador: Andy Robinson |                    |         |               |       |                       |

## Participación

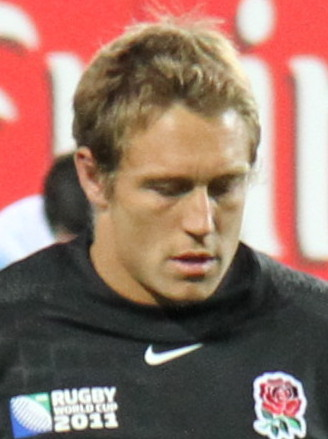
Escocia no logró neutralizar a la estrella inglesa Jonny Wilkinson.

Escocia integró el grupo de la muerte (B) con la candidata Inglaterra, los Pumas, Georgia y Rumania.
El partido clave fue ante Argentina, del entrenador Santiago Phelan y los seleccionados: Mario Ledesma, la estrella Patricio Albacete, Juan Fernández Lobbe, Nicolás Vergallo, el capitán Felipe Contepomi y Horacio Agulla. En una prueba impresionante, los sudamericanos vencieron agónicamente por un punto.
El partido final los cruzó ante la Rosa, dirigidos por Martin Johnson, quien diagramó: Steve Thompson, Louis Deacon, el capitán Lewis Moody, Ben Youngs, la leyenda Jonny Wilkinson y Chris Ashton. Escocia iba ganando hasta el minuto 78, pero entonces Ashton marcó el try de la victoria inglesa.